# Иван Багрянов
Иван Иванов Багрянов е български политик, министър-председател на България в 60-о правителство (1944). Осъден е на смърт от т.нар. Народен съд на 1 февруари 1945 г.

## Биография
Иван Багрянов е роден на 29 октомври (17 октомври стар стил) 1891 година в с Воден, Разградско. Син на учителя Иван Бояджиев – Багрянов (1853 – 1893) и съпругата му Пенка Камбосева (1873 – 1935). Завършва Военното училище в София и участва в Балканските войни в състава на 1-ви артилерийски полк. Служи в щаба на 5-а артилерийска бригада. През Първата световна война командва батарея в Единадесети артилерийски полк, по-късно е адютант на цар Фердинанд. През 1919 г. се уволнява с чин майор. През следващите години влиза в най-близкото обкръжение на цар Борис III и остава близък с него до края на живота му.
В началото на 1920-те години Багрянов учи право в Софийския университет „Свети Климент Охридски“ и агрономство в Лайпциг. Той основава едно от първите научно организирани земеделски стопанства в България – Махзар паша край Разград. От 1938 до 1944 е председател на Общия съюз на земеделските стопански задруги.
Иван Багрянов е министър на земеделието и държавните имоти в третото и четвъртото правителство на Георги Кьосеиванов и в първото правителство на Богдан Филов (1938 – 1941). На този пост той разработва петгодишен план за развитие на селското стопанство, предвиждащ засилване на държавната намеса в сектора, ускоряване на комасацията и увеличаване на дела на фуражните и техническите култури.
През пролетта на 1944 година Съветският съюз отправя ултимативно искане към България за откриване на свои консулства в Русе и Бургас, в резултат на което министър-председателят Добри Божилов подава оставка. Съставянето на ново правителство е възложено на Багрянов, който има репутацията на необвързан с Германия политик. Той планира възстановяването на конституцията и скъсване на съюза с Германия, като получава подкрепата на Българската работническа партия и съветския посланик Александър Лавришчев, а в първоначалния състав на правителството влиза комуниста Дончо Костов. Дни по-късно обаче, по нареждане от Георги Димитров, комунистите се дистанцират от кабинета и подновяват партизанската война. Според свидетелството на Петър Вранчев Багрянов е водил преговори с комунистите директор на полицията да бъде лице от тяхната партия, но Москва осуетява това предложение.
През лятото на 1944 г. оглавява правителството и започва преговори за сключване на примирие с Великобритания и САЩ. Тези опити срещат съпротивата на Съветския съюз, която довежда до провал на преговорите. На 2 септември 1944 г. Иван Багрянов се оттегля, за да бъде съставено ново правителство като последен опит за предотвратяване на настъплението на Съветския съюз срещу България.

### Екзекуция
След Деветосептемврийския преврат от 1944 г. Иван Багрянов е сред осъдените на смърт от т.нар. Народен съд. Той е екзекутиран на 1 февруари 1945 г. 
Кореспондентът на в. „Таймс“ коментира от София: „Защо разстреляха Иван Багрянов? Защото предприе най-сполучливия ход и доста навременен, за да прегради пътя на болшевишкото нашествие в България“.
Присъдата е отменена едва през 1996 г. с Решение №172 на Върховния съд, седем години след падането на комунистическия режим в България (1989).

### Семейство
Иван Багрянов се жени през 1924 г. за Дора Явашева (1899 – 1969) от Разград, дъщеря на академик Анани Явашов. Бракът е бездетен и е разтрогнат в 1927 г. През 1931 г. се жени за Емилия Панова (поч. 1958 г.) от Шумен, от която има син Михаил (1934 – 2013).

## Памет
На Иван Багрянов е наречени улици в кварталите „Студентски град“ (Карта) и „Гърдова глава“ (Карта) в София.

## Военни звания
- Подпоручик (2 август 1912)
- Поручик (2 август 1914)
- Капитан (20 юли 1917)
- Майор